# Vetenskapsåret 2023

## Händelser

### Astronomi och rymdfart
- 14 april – ESA:s rymdsond Jupiter Icy Moons Explorer skjuts iväg från Franska Guyana för att utforska Callisto, Europa och Ganymedes.[1]
- 1 juli – ESA:s rymdteleskop Euclid skjuts upp från Cape Canaveral Air Force Station för att mäta universums accelererande expansion.
- 19 augusti – Den ryska rymdsonden Luna 25 försöker landa på månen, men kraschar.
- 23 augusti – Indiens rymdsond Chandrayaan-3 mjuklandar på månen.[2][3]
- 24 september – NASA:s rymdsond OSIRIS-REx återvänder till jorden med prover från asteroiden 101955 Bennu.

## Avlidna
- 2 december – Stanley Graham, 97, amerikansk psykolog.[4]